# Sumitrosis trinidadica
Sumitrosis trinidadica es una especie de insecto coleóptero de la familia Chrysomelidae.
Fue descrita científicamente en 1950 por Uhmann.